# 말라야 대학교
말라야 대학교(말레이어: Universiti Malaya, 영어: University of Malaya)는 줄여서 UM으로 알려진 말레이시아 쿠알라룸푸르의 국립 대학교이다. 말레이시아에서 제일 오래된 대학교이기도 하다.

## 역사
말라야 대학교의 전신은 1905년 설립된 해협식민지 말라야 연방 정부 의과대학이다. 1913년 11월 18일 교명을 에드워드 7세 의과대학으로 바꾸었다. 1920년에 해부학과, 의학과, 산과·부인과학과, 외과가 신설되었고, 1921년에 단과대학으로 승격되었으며, 1922년에는 임상외과, 구강외과, 세균학과, 생물학과, 생화학과를 신설했다. 1929년 7월 22일 말레이인들의 고등 교육을 증진시키기 위한 래플스 대학이 설립되었고, 인문학과 과학을 가르쳤다. 1949년 10월 8일 에드워드 7세 의과대학과 래플스 대학이 통합해 말라야 대학교가 되었다. 1959년에 말라야 대학교는 쿠알라룸푸르와 싱가포르의 자치 캠퍼스로 나누어졌으며, 말레이시아와 싱가포르의 정부는 말라야 대학교를 그들의 국립 대학교로 만들기 위한 법안을 통과시켰다. 이에 따라 1962년 1월 1일 쿠알라룸푸르의 캠퍼스는 동일한 이름인 말라야 대학교로 남게 되었고, 싱가포르의 캠퍼스는 싱가포르 대학교가 되어 후에 싱가포르 국립 대학교가 되었다. 말라야 대학교의 초대 총장으로는 1962년 6월 16일 말레이시아의 초대 총리인 툰쿠 압둘 라만이 임명되었다.

## 통계
2021년 QS 세계 대학 순위에서 59위를 기록했다.

## 주요 동문
- 마하티르 빈 모하맛 - 말레이시아의 제4대 총리
- 압둘라 아마드 바다위 - 말레이시아의 제5대 총리
- 안와르 이브라힘 - 말레이시아의 제7대 부총리
- 왕겅우 - 홍콩 대학교의 제11대 총장

## 같이 보기
- 싱가포르 국립 대학